# District de Xincheng (Xi'an)
Pour les articles homonymes, voir Xincheng.
Le district de Xincheng (新城区 ; pinyin : Xīnchéng Qū) est une subdivision administrative de la province du Shaanxi en Chine. Il est placé sous la juridiction de la ville sous-provinciale de Xi'an.